# Lena Strömdahl
Lena Marie Strömdahl (Lidingö, 17 juli 1947) is een Zweedse actrice.

## Filmografie

### Films
Uitgezonderd korte films.
- 2021 Utvandrarna - als moeder Anna
- 2019 En komikers uppväxt - als moeder van Thomas
- 2015 Miraklet i Viskan - als Anny
- 2011 The Girl with the Dragon Tattoo - als Mildred
- 2010 Sture & Kerstin Forever - als Kerstin
- 2009 Göta kanal 3 – Kanalkungens hemlighet - als Kvinnlig arkivarie
- 2008 Rallybrudar - als huismoeder
- 2007 Järnets änglar - als sociale assistente
- 2005 Percy, Buffalo Bill och jag - als Farmor
- 1999 Där regnbågen slutar - als Sköterskan
- 1992 Min store tjocke far - als tante
- 1992 Hassel – Utpressarna - als Louise Edberg
- 1992 Hammar - als dr. Morell
- 1991 T. Sventon och fallet Isabella - als miss Rita Gustavsson-Rinaldo
- 1990 Solmomentet - als Meri
- 1990 Honungsvargar - als Festdeltagare
- 1990 Werther - als Martha
- 1980 Det vita lyser i mörkret - als Sonja

### Televisieseries
Uitgezonderd eenmalige gastrollen.
- 2018 Sthlm Rekviem - als Ulla - 2 afl.
- 2018 The Bridge - als Harriet - 6 afl.
- 2010 Våra vänners liv - als Olles läkare - 6 afl.
- 2005 Kvalster - als uitvaartondernemer - 2 afl.
- 2003 Vera med flera - als moeder van Rita - 3 afl.
- 2003 Pusselbitar - als logopediste - 3 afl.
- 2001 Kvinna med födelsemärke - als Renate Biedersen - 2 afl.
- 1992-1996 Rederiet - als Yvonne Almkvist-Dahlén / Yvonne Dahlén / Yvonne Dahlén-Bjurhed - 98 afl.
- 1984 Annika – en kärlekshistoria - als mrs. Sellberg - 2 afl.
- 1983 Öbergs på Lillöga - als Margit Öberg - 10 afl.

- Virtual International Authority File: 4963154983546267860009